# Diocese de Santiago de Cabo Verde
A Diocese de Santiago de Cabo Verde (em latim: Diœcesis Sancti Iacobi Capitis Viridis) é uma circunscrição eclesiástica da Igreja Católica situada em Praia, no Cabo Verde. Seu atual arcebispo é o cardeal Arlindo Gomes Furtado. Sua Sé é a Pró-catedral Nossa Senhora da Graça de Praia.
Possui 24 paróquias servidas por 40 padres, abrangendo uma população de 440 680 habitantes, com 95,5% da dessa população jurisdicionada batizada (420 650 católicos).

## Território
Actualmente a diocese abrange todas as Ilhas do Sotavento cabo-verdiano numa área total de 1832 km². Embora o patrono da diocese seja São Tiago Menor Apóstolo, cuja festividade é celebrada no dia 3 de Maio, o titular da Sé Catedral é Nossa Senhora da Graça, com comemoração obrigatória no dia 15 de agosto. A diocese faz parte da Conferência Episcopal do Senegal, Cabo Verde e Guiné-Bissau.

## História
O arquipélago de Cabo Verde foi descoberto em meados do século XV e a presença cristã estabeleceu-se com a progressiva colonização das ilhas. A evangelização dos territórios ultramarinos de Portugal foi confiada à Ordem de Cristo, que governava o arquipélago a partir da sede em Tomar. Na verdade, os primeiros missionários a chegar junto com os colonos em 1462 foram dois franciscanos, Frei Rogério e Frei Jaime, aos quais se juntou um dominicano em 1473, Frei João.
Das ilhas de Cabo Verde passaram os navios portugueses que transportavam escravos africanos para o Brasil e a América do Norte; os missionários dirigiram-se a eles e em 1514 e 1516 foram publicadas as primeiras normas relativas ao batismo a ser dado a escravos em navios negreiros.
A diocese foi erigida por desmembramento da Arquidiocese do Funchal a 31 de janeiro de 1533, por meio da bula Pro excellenti præeminentia do Papa Clemente VII, abrangendo então todo o arquipélago de Cabo Verde e Guiné-Bissau. Esta mesma bula instituiu a ereção da Diocese de Goa e assim o Funchal se tornou uma província eclesiástica.
Dos primeiros bispos de Cabo Verde, poucos foram os que estabeleceram a sua sé nas ilhas. O bispo Francisco da Cruz foi o responsável pela construção da catedral em 1556. O seminário diocesano foi criado em 1570, mas teve vida curta porque foi encerrado em 1594. A construção do seminário e do palácio foi obra do Bispo Francisco de São Simão, no final do século XVIII. O atual seminário de São José foi erguido em 1957 pelo Bispo Dom José Filipe do Carmo Colaço.
Em 4 de setembro de 1940, após a assinatura da Concordata entre a Santa Sé e Portugal de 1940, perde território para que fosse constituída a missão Sui Iuris da Guiné-Portuguesa (Guiné-Bissau).
Em 9 de janeiro de 1978, por meio do decreto Quo facilius, a diocese de Cabo Verde foi destituída da província eclesiástica do patriarcado de Lisboa e torna-se  imediatamente sujeita à Santa Sé.
Entre 25 e 27 de janeiro de 1990 recebeu a visita apostólica do Papa João Paulo II.
Quando a  diocese 2003 é de novo dividida, ao ser criada a segunda diocese do país na cidade do Mindelo, passa de facto a ser conhecida por Diocese da Praia, embora oficialmente continue sendo Santiago de Cabo Verde.

## Prelados
1. D. Frei Brás Neto, O.F.M. (1533-1538)
2. D. João (I) Parvi (1538-1546)
3. D. Francisco (I) da Cruz, O.A.D. (1553-1574)
4. D. Bartolomeu Leitão (1572-1587)
5. D. Frei Pedro (I) Brandão, O. Carm. (1588-1608)
6. D. Luís Pereira de Miranda (1608-1610])
7. D. Frei Sebastião da Ascensão, O.P. (1611-1614)
8. D. Manuel Afonso de Guerra (1616-1624)
9. D. Frei Lourenço Garro, O. Cristo (1625-1646)
10. D. Frei Fabião dos Reis, O.C.D. (1672-1674)
11. D. Frei António (I) de São Dionísio, O.F.M. (1675-1684)
12. D. Frei Vitoriano do Porto, O.F.M. (1687-1705)
13. D. Frei Francisco (II) de Santo Agostinho, T.O.R. (1708-1719)
14. D. Frei José (I) de Santa Maria de Jesus, O.F.M. (1721-1736)
15. D. Frei João (II) de Faro, O.F.M. (1738-1741)
16. D. Frei João (III) de Moreira, O.F.M. (1742-1747)
17. D. Frei Pedro (II) Jacinto Valente, O. Cristo (1753-1774)
18. D. Frei Francisco (III) de São Simão, O.F.M. (1779-1783)
19. D. Frei Cristóvão de São Boaventura, O.F.M. (1785-1798)
20. D. Frei Silvestre de Maria Santíssima (Santa Maria), O.F.M. (1802-1813)
21. D. Frei Jerónimo do Barco da Soledade, O.F.M. (1820-1831)
22. D. João (IV) Henriques Moniz (1845-1847)
23. D. Patrício Xavier de Moura e Brito (1848-1859)
24. D. Frei João (V) Crisóstomo de Amorim Pessoa, O.F.M. (1860-1861)
25. D. Frei José (II) Luís Alves Feijó, O.SS.T. (1865-1871)
26. D. José (III) Dias Correia de Carvalho (1871-1883)
27. D. Joaquim (I) Augusto de Barros (1884-1904)
28. D. António (II) Moutinho (1904-1909)
29. D. José (IV) Alves Martins (1910-1935)
30. D. Frei Joaquim (II) Rafael Maria da Assunção Pitinho, O.F.M. (1935-1940)
31. D. Faustino Moreira dos Santos, C.S.Sp. (1941-1955)
32. D. José (V) Filipe do Carmo Colaço (1956-1975)
33. D. Paulino do Livramento Évora, C.S.Sp. (1975-2009)
34. D. Arlindo Gomes Furtado (2009-presente)